# 元朗千色匯

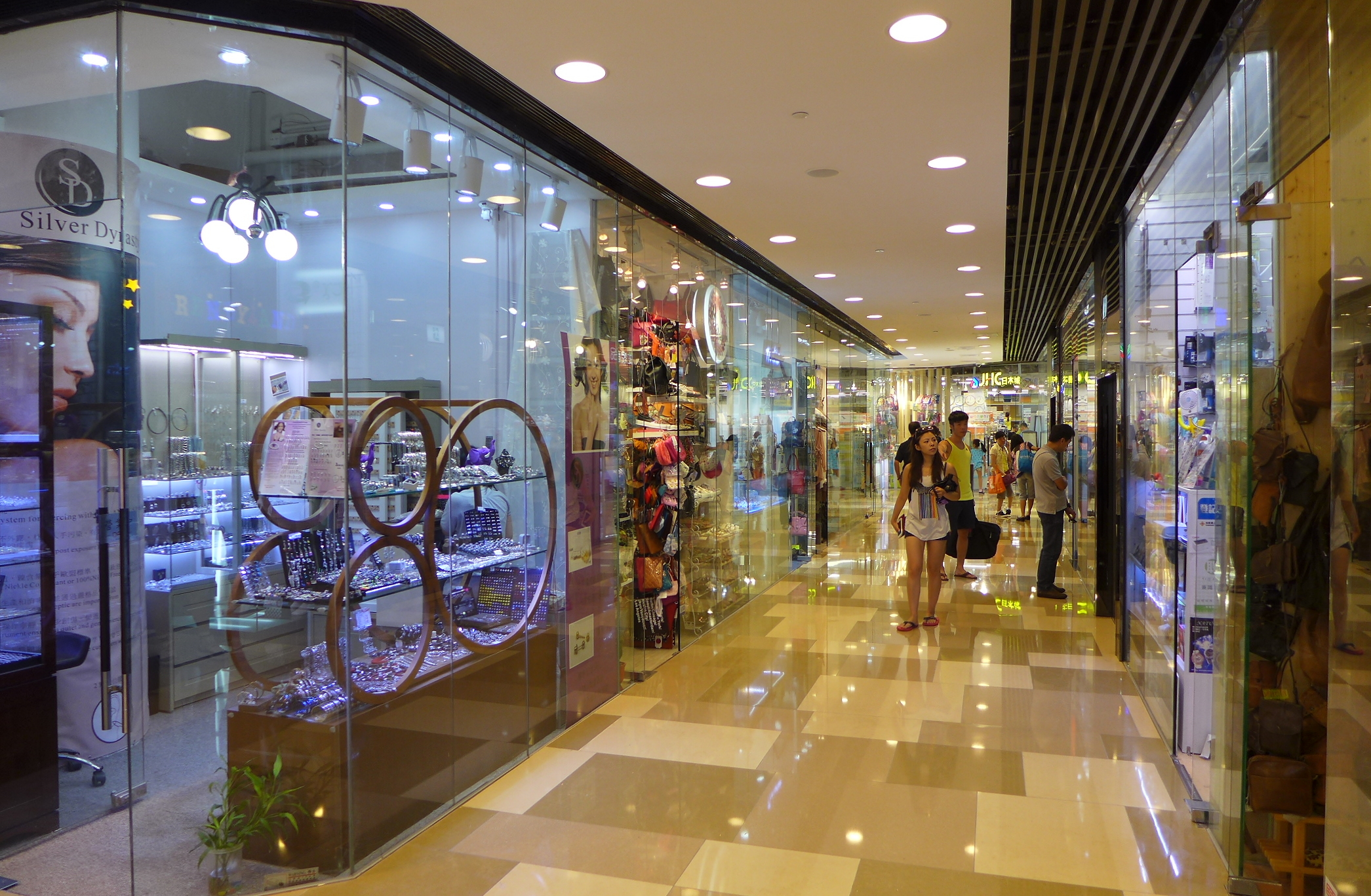
商場1樓

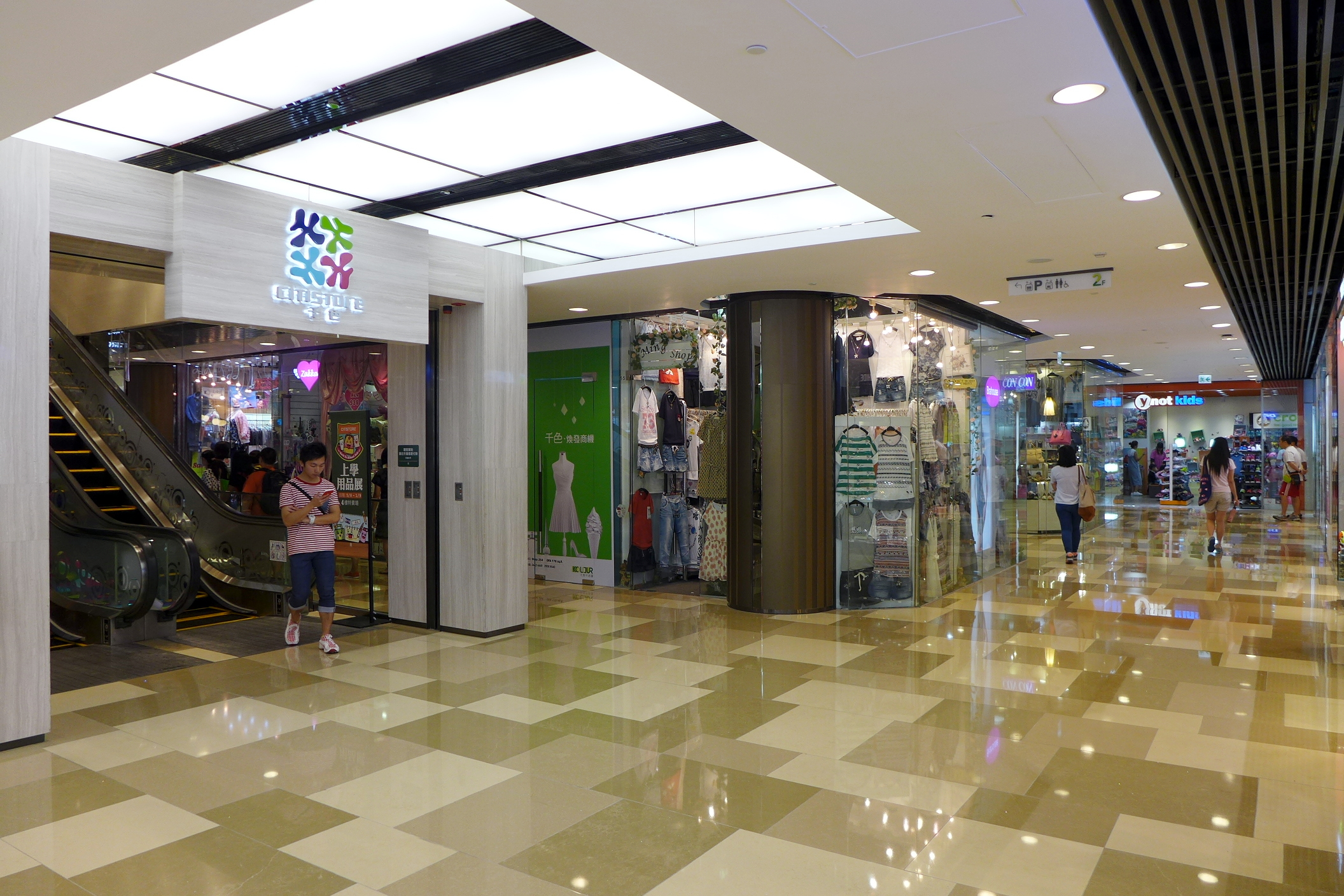
商場2樓

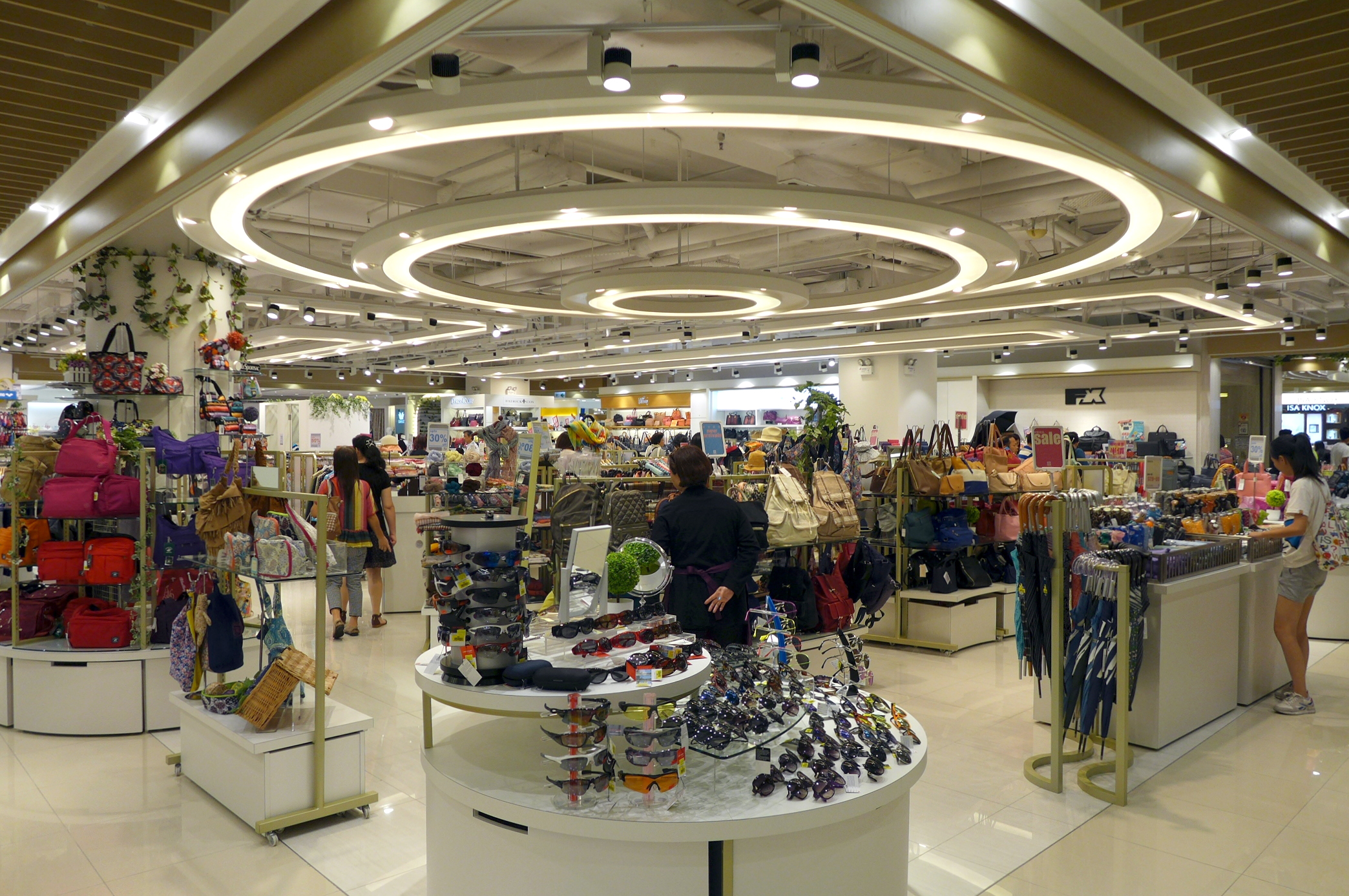
商場3至4樓為千色百貨

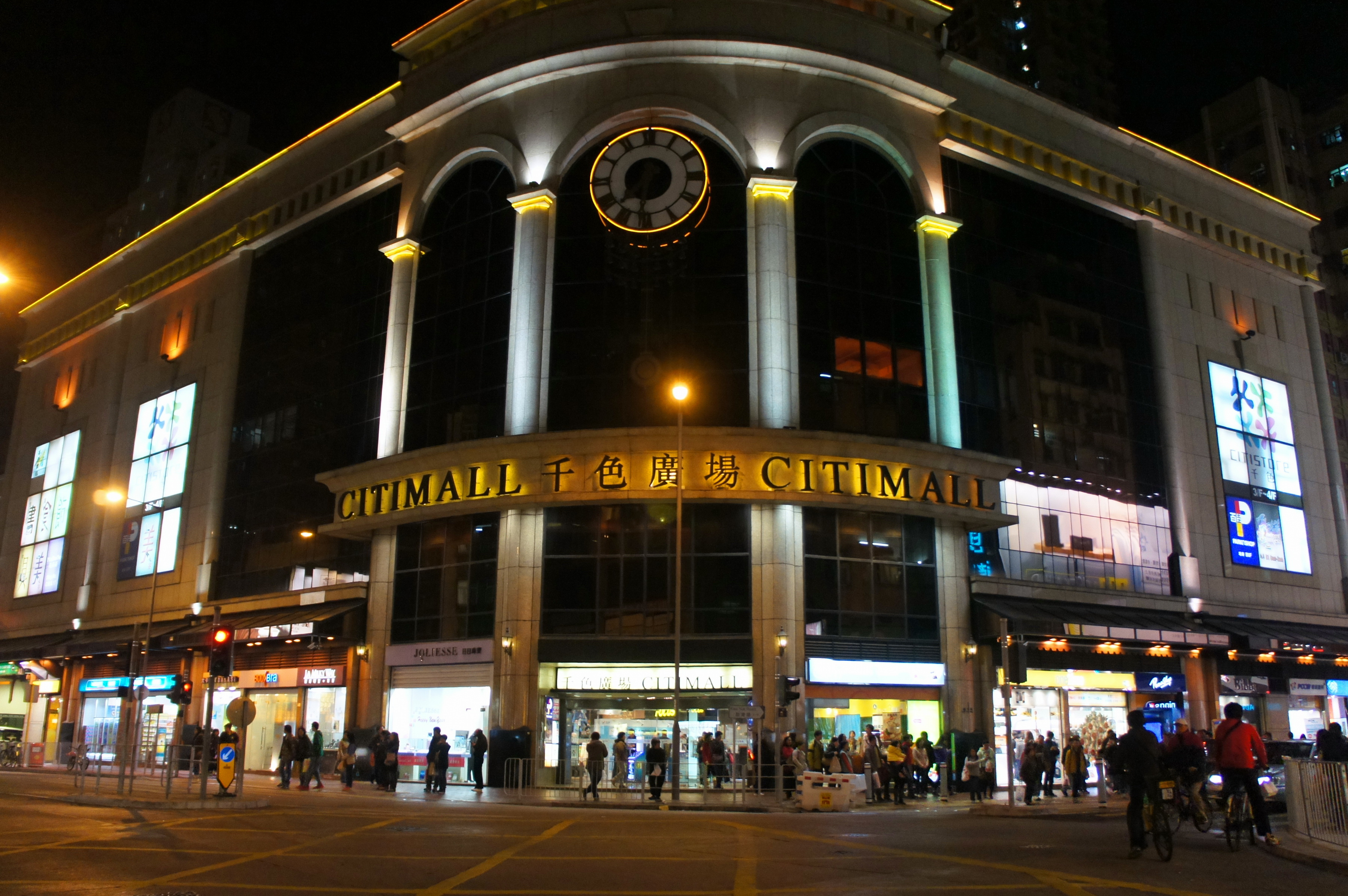
翻新前千色廣場晚上的外觀。左方為大棠路，右方為教育路

元朗千色匯（英語：KOLOUR‧Yuen Long），2015年3月前稱千色廣場（英語：Citimall），是一座位於香港元朗教育路1號的中型零售購物商場，於1994年落成。商場坐落教育路及大棠路交界，與青山公路－元朗段和輕鐵大棠路站相距僅5分鐘步程，地點興旺，人流量高，也有較多針對年輕人客源的商店，是區內主要的購物消閒地點之一。

## 背景
1948年，僑港東莞同鄉會元朗分會已於大旗嶺區購置校舍，並開設一至四年級四班。1986年，基於城市發展需要，學校被逼令於1981年7月拆卸搬遷。後來恒基兆業地產投得該地發展權並興建了現在的千色廣場。

## 翻新
商場業主於2012年以5,000萬元，耗時3年將商場翻新，主要為商場門面、天花等硬件設施。翻新後，營業額較三年前約有八成增長，人流按年亦增加約四成，而平均租金上升約三成半。商場翻新後，於2015年7月6日舉行開幕儀式，並邀請傳媒採訪。

## 主要商店
- 千色百貨
- UNY
- PanaShop
- 日本城
- KUKA HOME
- Colourmix卡萊美
- Dr. Kong健康鞋專門店
- 縱橫行戶外自助遊專門店
- WALKER SHOP
- csl
- Big C
- mos burger
- BreadTalk
- Châteraisé
- 譚仔雲南米線
- 南記粉麵
- Etude House
- 貢茶
- 天仁茗茶
- Studio A
- Tiny 微影
- 華御結
- 奇華餅家
- 價真棧

## 鄰近設施
- 教育路
- 大棠路
- 西菁街
- 青山公路－元朗段
- 輕鐵大棠路站
- 裕景坊小巴總站
- 交通廣場
- 富達廣場／K plus
- 好順泰大廈
- 合益廣場
- 同益街市
- 西菁街網球場
- 元朗容鳳書健康中心
- 鳳庭苑
- 雍翠豪園
- 尚悅

## 另見
- 荃灣千色匯
- 元朗廣場
- 開心廣場
- 新元朗中心
- YOHO MALL 形點
- 不懂撒嬌的女人（TVB劇集場地贊助商）

## 外部連結
- 元朗千色匯

22°26′34″N 114°01′42″E / 22.4427°N 114.028457°E